# Galija (rimska provincija)
Galija, povijesno područje i rimska provincija koje se poklapa približno s područjem današnje Francuske (Transalpinska Galija). Prvotno naseljena Ligurima i Iberima; od 6. st. pr. Kr. Keltima, a na sredozemnoj obali grčkim kolonistima. U ratovima od 2. st. do 51. god. pr. Kr. osvojili su je Rimljani. Nakon više proturimskih ustanaka u 1. st. naglo se romanizirala. Od poč. 5. st. u Galiju upadaju Germani i naseljavaju se. Nakon pada Zapadnorimskoga Carstva 476., prestala postojati kao rimska provincija. Cisalpinska Galija, područje južno i jugoistočno od Alpa u dolini rijeke Po gdje su se od 5. st. pr. Kr. naselili i Gali.

## Povijest
Galija (ant. Gallia), povijesno područje na zapadu Europe između Rajne, Alpa, Sredozemnoga mora, Pireneja i Atlantskog oceana, naseljena prvotno na jugu Ligurima, koje su postupno s jugozapada potisnuli Iberi te od VI. st. pr. Kr. sa sjevera Kelti (Gali), koji su na sjever Galije stigli već potkraj II. tisućljeća pr. Kr. Galija je već zarana bila povezana s ostalim Sredozemljem, u prvome redu s Kartagom. U VI. st. pr. Kr. Grci su utemeljili svoju koloniju Masaliju (grč. Μασσαλία, lat. Massilia) (danas Marseille) kraj ušća Rodana (Rhône); dolinom te rijeke prolazio je put kojim se kositar iz Britanije otpremao na obale Sredozemnoga mora. Poslije su Grci kolonizirali cijelu sredozemnu obalu Galije (toponimi na jugu Francuske Nice/Nizza < Νίϰαıα, Antibes < Ἀντίπολıς, Agde < Ἀγαϑὴ [τύχη] i dr.). Rimljani su imenom Gallia označivali dva područja nastanjena Keltima (Galima) već prije polovice V. st. pr. Kr.: Cisalpinska Galija (Gallia togata: Galija odjevena u [rimsku] togu), u porječju Poa između Apeninskoga hrpta i Alpa, i Transalpinska Galija (Gallia comata – Dugokosa Galija, odn. Gallia braccata – Galija u hlačama), koja je odgovarala prostorima današnje Francuske i područjima na lijevoj obali Rajne obuhvaćajući Belgiju, zapadni dio Njemačke i Švicarske. U II. st. pr. Kr. počeli su je osvajati Rimljani; 121. pr. Kr. osnovali su svoju provinciju Narbonsku Galiju (Gallia Narbonensis; na sjeveru je ostala tzv. Gallia libera – Slobodna Galija), a 51. pr. Kr. (galski rat) potpuno su osvojili Galiju. August je organizirao upravu u Galiji, koja je 27. pr. Kr. postala senatskom provincijom. Ugušivanjem ustanka Heduanca Sakrovira (21.), Akvitanca Vindeksa (68.) i Batavca Julija Civila (69./70.) počelo je naglo romaniziranje Galije. Potkraj III. st. Dioklecijan je osnovao galsku prefekturu (praefectura Galliarum) sa sjedištem u Trieru, koje je 406. preneseno u Arelate (Arles). God. 406./407. u Galiju su prodrli Germani, koji se otada u nju počinju naseljavati. Pobjedom germanskih Franaka nad Sijagrijem (486.) prestala je postojati rimska provincija Galija. → Francuska

## Poveznice
- Kelti
- antički Rim